# نیوی استفان
نیوی استفان (زاده ۳ اوت ۱۹۹۱) یک یوتیوبر و مجری تلویزیونی برزیلی است که یکی از محبوبترین میزبانان ورزش‌های الکترونیکی آمریکای لاتین و یکی از پیشگامان این ژانر در برزیل است.
استفان در ۳ اوت ۱۹۹۱ در سائوپائولو به دنیا آمد. پدرش یک نوازنده و مادرش یک هنرمند پلاستیک و بازیگر تئاتر بود. نام او، "نیوی" که توسط پدرش به او داده شده‌است، ادای احترام به آهنگ "Ive Brussel" خورخه بن است. او به ترتیب در رشته طراحی مد و روزنامه‌نگاری بازی‌های ویدیویی از دانشگاه آنهمبی مورومبی و کالج کاسپر لیبرو فارغ‌التحصیل شد و از اوایل سال ۲۰۰۶ یک حرفه بازیگری را آغاز کرد و برای MTV برزیل کار کرد.
از سال ۲۰۱۳ او شروع به درگیر شدن در حوزه ورزش‌های الکترونیکی کرد، در سال ۲۰۱۶ برای ژست گرفتن برای پلی بوی برزیل دعوت شد.
استفان از سال ۲۰۱۴ تا ۲۰۱۹ با برونو ساتر خواننده و طنز پرداز دوازده سال بزرگتر نامزد کرد که در اواسط دهه ۲۰۰۰ هنگام کار برای ام تی وی برزیل روی طرح‌های گروه کمدی سابقش هرمس و رناتو با او آشنا شد. مدت کوتاهی پس از جدایی آنها، او شروع به ملاقات با فیلیپ کاستانهاری، یوتیوبر دیگر کرد. رابطه آنها در سال ۲۰۲۰ عمومی شد.